# Marion Thees

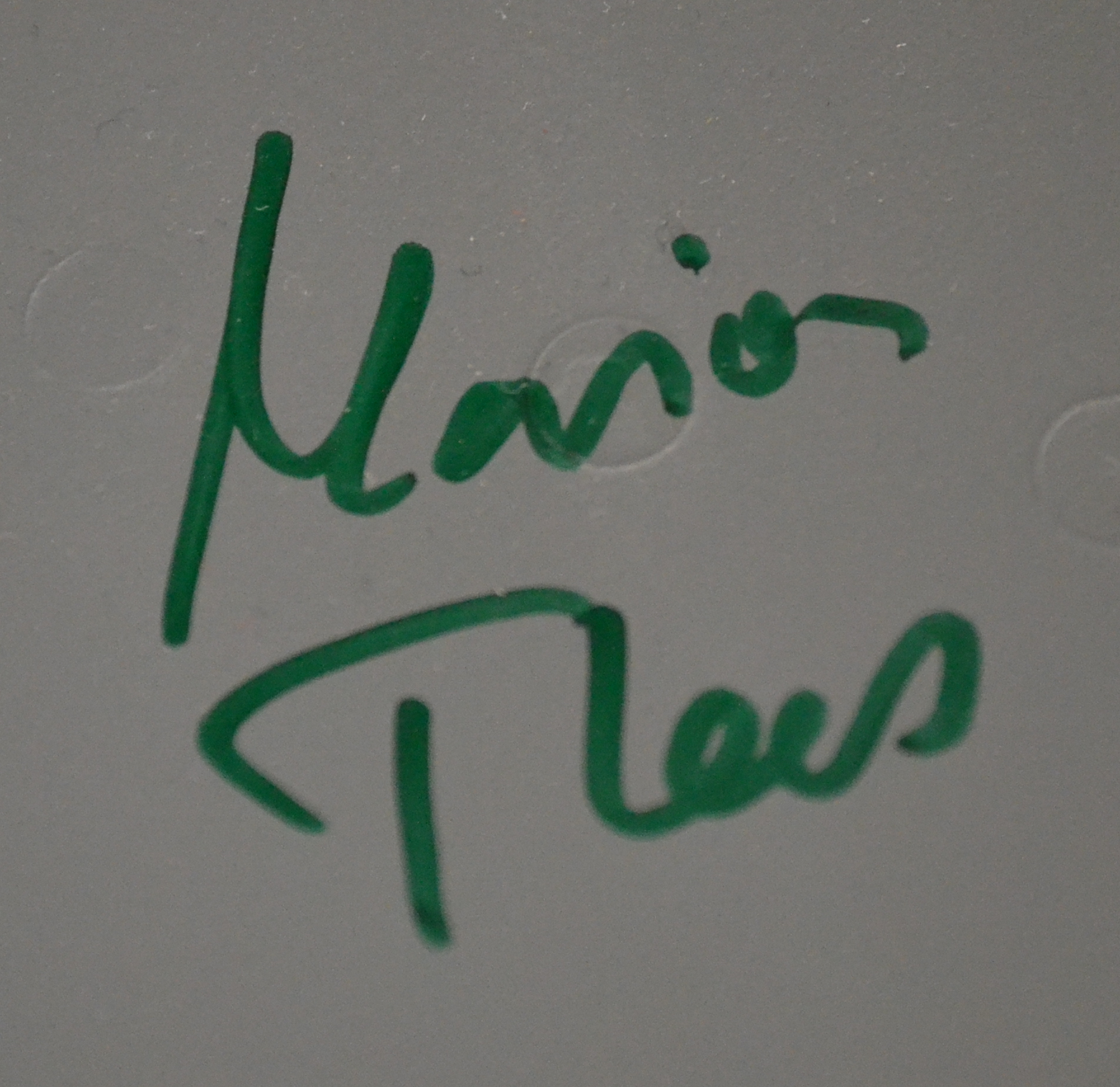
autografo

Marion Thees, nata Trott (Eisenach, 5 luglio 1984), è un'ex skeletonista tedesca, campionessa mondiale individuale e a squadre a Lake Placid 2009 e a Schönau am Königssee 2011 nonché vincitrice di due Coppe del Mondo.

## Biografia
Compete dal 2003 per la squadra nazionale tedesca . Si distinse nelle categorie giovanili vincendo due medaglie ai mondiali juniores, un bronzo ottenuto a Igls 2006 e il titolo iridato di categoria conquistato ad Altenberg 2007.
Esordì in Coppa del Mondo nella stagione 2004/05, il 27 gennaio 2005 a Sankt Moritz dove si piazzò al 15º posto; ottenne il suo primo podio il 1º febbraio 2008 a Schönau am Königssee (3ª nel singolo) e la sua prima vittoria il 6 febbraio 2009 a Whistler, sempre nella gara individuale. Ha trionfato in classifica generale 2008/09 e nel 2012/13.
Ha preso parte a due edizioni dei Giochi olimpici invernali: a Vancouver 2010 concluse in ottava posizione mentre a Soči 2014 fu tredicesima.
Fu più fortunata ai mondiali dove vinse quattro titoli, due nel singolo e altrettanti nella competizione a squadre, ottenuti a Lake Placid 2009 e a Schönau am Königssee 2011; completano il suo palmarès iridato altri due argenti. Agli europei ottenne invece l'argento individuale a Sankt Moritz 2009.
Si ritirò dalle competizioni dopo i Giochi di Soči 2014 per dedicarsi all'attività di allenatrice.

## Palmarès

### Mondiali
- 6 medaglie:
  - 4 ori (singolo, gara a squadre a Lake Placid 2009; singolo, gara a squadre a Schönau am Königssee 2011);
  - 2 argenti (gara a squadre a Lake Placid 2012; gara a squadre a Sankt Moritz 2013).

### Europei
- 1 medaglia:
  - 1 argento (singolo a Sankt Moritz 2009).

### Mondiali juniores
- 2 medaglie:
  - 1 oro (singolo ad Altenberg 2007).
  - 1 bronzo (singolo a Igls 2006).

### Coppa del Mondo
- Vincitrice della classifica generale nel 2008/09 e nel 2012/13.
- 21 podi (16 nel singolo e 5 nelle gare a squadre):
  - 9 vittorie (6 nel singolo e 3 nelle gare a squadre);
  - 8 secondi posti (7 nel singolo e 1 nelle gare a squadre);
  - 4 terzi posti (3 nel singolo e 1 nelle gare a squadre).

#### Coppa del Mondo - vittorie
| Data             | Luogo                | Paese       | Disciplina                                                                                       |
| ---------------- | -------------------- | ----------- | ------------------------------------------------------------------------------------------------ |
| 6 febbraio 2009  | Whistler             | Canada      | singolo                                                                                          |
| 12 febbraio 2009 | Park City            | Stati Uniti | singolo                                                                                          |
| 22 novembre 2009 | Lake Placid          | Stati Uniti | gara a squadre con Sandra Kiriasis, Berit Wiacker, Frank Rommel, Thomas Florschütz e Marc Kühne  |
| 10 gennaio 2010  | Schönau am Königssee | Germania    | gara a squadre con Sandra Kiriasis, Anja Winter, Frank Rommel, Karl Angerer e Andreas Udvari     |
| 26 novembre 2010 | Whistler             | Canada      | singolo                                                                                          |
| 17 dicembre 2010 | Lake Placid          | Stati Uniti | singolo                                                                                          |
| 14 gennaio 2012  | Lake Placid          | Stati Uniti | a squadre con Sandra Kiriasis, Berit Wiacker, Alexander Kröckel, Benjamin Schmid e Richard Adjei |
| 23 novembre 2012 | Whistler             | Canada      | singolo                                                                                          |
| 4 gennaio 2013   | Altenberg            | Germania    | singolo                                                                                          |

### Campionati tedeschi
- 6 medaglie:
  - 3 argenti (singolo a Winterberg 2009; singolo a Schönau am Königssee 2011; singolo ad Altenberg 2013);
  - 3 bronzi (singolo ad Altenberg 2008; singolo a Winterberg 2012; singolo a Schönau am Königssee 2014).

### Circuiti minori

#### Coppa Europa
- 4 podi (nel singolo):
  - 2 vittorie;
  - 2 terzi posti.

#### Coppa Nordamericana
- Miglior piazzamento in classifica generale: 14ª nel 2007/08.
- 1 podio (nel singolo):
  - 1 secondo posto.